# Olof Pehrsson i Gråsätter
Olof Pehrsson (i riksdagen kallad Pehrsson i Gråsätter), född 21 december 1808 i Ovanåkers socken i Gävleborgs län, död där 15 januari 1890, var en svensk politiker. Han företrädde bondeståndet i Hälsinglands södra domsaga vid ståndsriksdagen 1865–1866.